# 1931 (szám)
Az 1931 (római számmal: MCMXXXI) az 1930 és 1932 között található természetes szám.

## A matematikában
A tízes számrendszerbeli 1931-es a kettes számrendszerben 11110001011, a nyolcas számrendszerben 3613, a tizenhatos számrendszerben 78B alakban írható fel.
Az 1931 páratlan szám, prímszám. Kanonikus alakja 19311, normálalakban az 1,931 · 103 szorzattal írható fel. Két osztója van a természetes számok halmazán, ezek növekvő sorrendben: 1 és 1931.
Az 1931 negyven szám valódiosztóösszeg-függvényeként áll elő, ezek közül legkisebb a 7285.